# 東関部屋

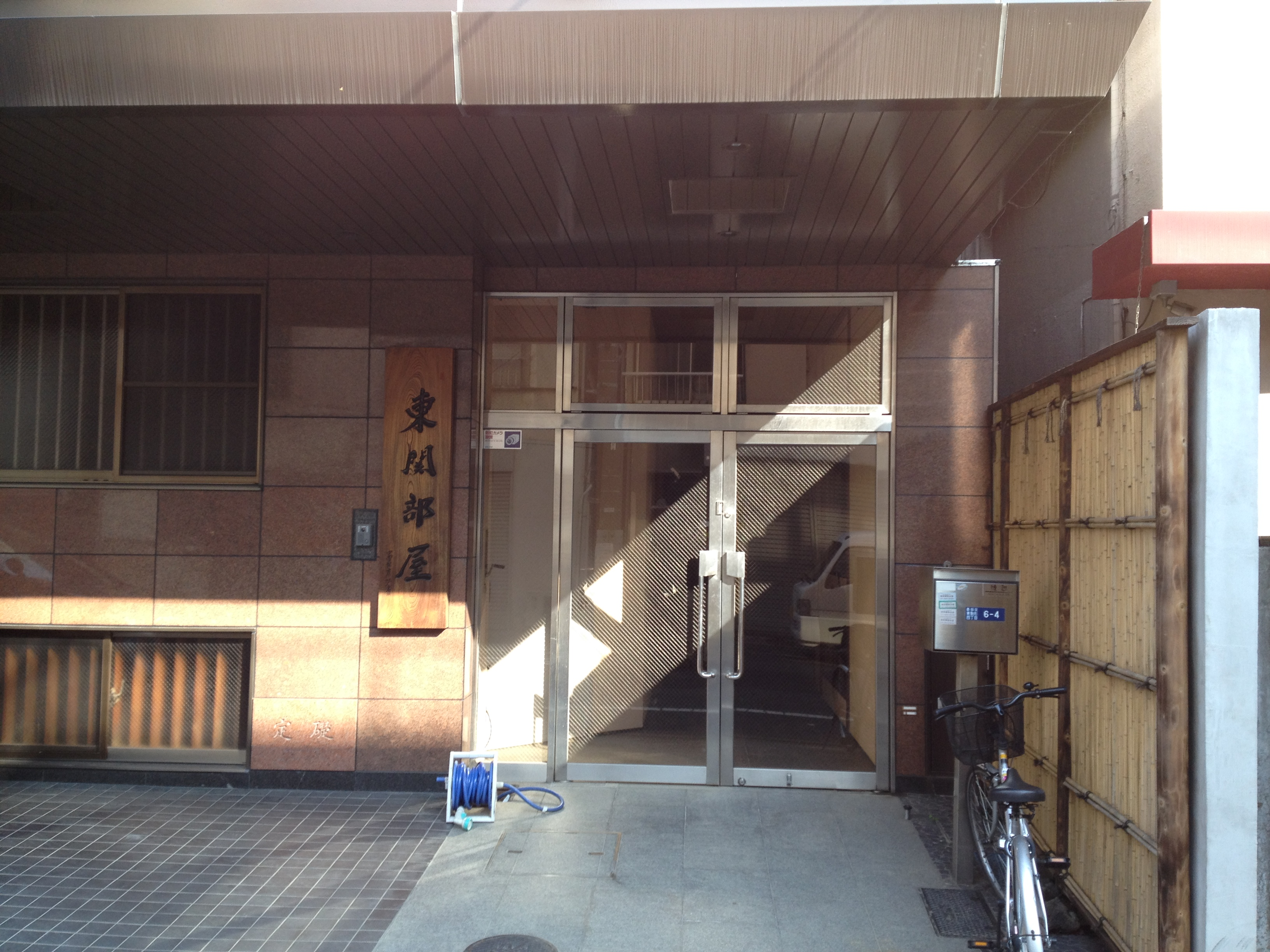
墨田区東駒形にあった当時の東関部屋

東関部屋（あずまぜきべや）は、かつて存在した、高砂一門の日本相撲協会所属の相撲部屋。

## 概要
1984年5月場所限りで現役を引退して高砂部屋の部屋付き親方となっていた年寄・12代東関（元関脇・高見山）が、1986年2月に番付外の2人の内弟子を連れて高砂部屋から分家独立して東関部屋を墨田区東駒形に創設した。外国出身者により創設された史上初の相撲部屋である。独立に際して12代は小錦を東関部屋に移籍させることを希望していたが、5代高砂に反対されて止む無く高砂部屋に残留させた。同郷ハワイの出身である横綱・曙を筆頭に、小結・高見盛などの関取を育て上げた。
2009年6月16日に12代が定年退職を迎えたため、同日付で部屋付き親方である24代小野川（元幕内・潮丸）が13代東関を襲名して部屋を継承した。2012年11月場所後には同じ高砂一門の中村部屋を吸収合併した。
13代継承後も先代からの墨田区の部屋を使用し続けたが、2016年5月31日に、東京都葛飾区柴又に部屋を新築し、2017年6月に移転を予定していた。その後、2018年1月場所後の1月29日に先の予定より遅れて、葛飾区に新たな部屋を開設した。新築移転の理由は葛飾区の観光戦略にあった。
しかし、13代が2019年12月13日に死去。同月23日の理事会で、同門の八角部屋の一時預かりとなることが決まった。部屋の継承者に関する審議が行われている間、東関部屋の名称は残り、2020年1月場所の力士紹介アナウンスも東関部屋とされていた。力士は従来の部屋施設で稽古や生活をし、部屋付きの12代大山（元幕内・大飛）と16代振分（元小結・高見盛）が指導を行っていた。
2020年1月20日、都内で行われた高砂一門の一門会後にマスコミの取材に応じた錦戸（元関脇・水戸泉）が「どうなるか決まった。（発表は）場所後になる」と話し、場所後の1月30日、16代振分（元小結・高見盛）が14代東関を襲名し東関部屋を継承することが理事会で承認された。また2月3日には12代大山が八角部屋に移籍した。
2021年3月場所前に、部屋が消滅する可能性があると報道された。14代東関は13代東関の急逝後から自分が部屋の師匠になることに精神的負担を感じて継承に難色を示していたため、暫定期間を設ける形で1年間の約束で継承をしたという。葛飾区から観光戦略の一環での誘致を受けて、墨田区から移転をしてまだ2年ほどで、部屋存続を願う声も上がっていたため、高砂一門内で東関部屋の後継者探しを行ってきたが調整が難航した。東関部屋の施設は葛飾区の区有地を有償で借りて（50年契約）建てられていたため、行政側との調整も必要とされていたが、14代東関と力士たちは3月場所終了後に八角部屋に吸収される形で移籍する可能性が高まっている状況であると報じられていた。
最終的に同年3月12日の日本相撲協会の理事会で、東関部屋の閉鎖と14代東関や力士6人ら関係者全員が同年4月1日付で八角部屋へ移籍することが承認された。14代東関はこの決断に至った理由について、「部屋の力士たちにとって、よりよい稽古環境などを求めた」と説明した。
13代東関夫人のブログにおける説明によると、13代逝去の折に部屋の力士ひとりひとりに面談もして希望を聞いたが「残りたい」という希望ばかりであった。そこで話し合いを重ねて、暫定的に14代が継承し、事務的なことや経理は13代東関夫人とマネージャーが行っていたことから13代東関夫人は1年部屋に残ることとなった。しかしコロナ禍に翻弄される1年となってしまい、事務・経理の引き継ぎが上手くいかず、引退する力士のペースと弟子のスカウトのバランスが取れなくなってしまうなどのことが重なった。13代東関とは夫婦であったためざっくばらんに話し合えたが、14代東関は1人で苦悩を抱え、支え切れず、最終的には「部屋の力士たちにとっての最善」を考えての決断であったという。
13代・14代時代の旧東関部屋が借りていた区有地の部屋施設には、二子山部屋が移転した。建物は14代二子山が所有しているという。また、12代東関が退職後も自宅として使用している部屋施設には、2022年8月から2024年3月まで旧・宮城野部屋が仮住まいとして移転していた。

## 最終所在地
- 東京都葛飾区柴又2-10-13
  - 京成金町線柴又駅徒歩10分

## 師匠
- 12代：東関大五郎（あずまぜき だいごろう、関脇・高見山、米国ハワイ）
- 13代：東関大五郎（あずまぜき だいごろう、前10・潮丸、静岡）
- 14代：東関大五郎（あずまぜき だいごろう、小結・高見盛、青森）

## 力士

### 横綱・大関
横綱
- 曙太郎（64代・米国ハワイ）12代弟子

### 幕内
小結
- 高見盛精彦（青森）12代、13代弟子

前頭
- 潮丸元康（前10・静岡）12代弟子

### 十両
- 華王錦武志（十6・秋田）12代、13代、14代弟子
- 大喜進（十10・米国ハワイ）12代弟子
- 高見藤英希（十13・岡山）12代弟子
- 飛翔富士廣樹（十13・兵庫）13代弟子＊中村部屋から移籍、東関部屋在籍中には関取在位歴無し。

## 旧・東関部屋
東関部屋は歴史上いくつか存在しており、2代東関（日本橋・前歴不明）が一時部屋を経営した後、4代東関（志賀ノ浦・前歴不明）からその弟子である5代東関（元関脇・東関）と受け継がれたものの閉鎖された。その後、友綱部屋に所属する7代東関（元横綱・太刀山峯右エ門）が東関部屋を再興したが、勝負検査役選挙をめぐる騒動で廃業し、弟子たちは高砂部屋に吸収された。その中に、後に大関に昇進した太刀光電右エ門がいた。